# Muro, Haute-Corse
Muro (korziško Muru) je naselje in občina v francoskem departmaju Haute-Corse regije - otoka Korzika. Leta 2009 je naselje imelo 264 prebivalcev.

## Geografija
Kraj leži v severozahodnem delu otoka Korzike 82 km jugozahodno od središča Bastie.

## Uprava
Občina Muro skupaj s sosednjimi občinami Algajola, Aregno, Avapessa, Belgodère, Cateri, Costa, Feliceto, Lavatoggio, Mausoléo, Nessa, Novella, Occhiatana, Olmi-Cappella, Palasca, Pioggiola, Speloncato, Vallica in Ville-di-Paraso sestavlja kanton Belgodère s sedežem v Belgodèru. Kanton je sestavni del okrožja Calvi.

## Zanimivosti
- baročna cerkev Marijinega oznanenja iz 17. stoletja;